# Nio (biltillverkare)
Nio är en privatägd kinesisk biltillverkare. Företaget är helt inriktat på elbilar och erbjuder även stationer för batteribyten.
Företaget grundades 2014 och den första bilmodellen EP9 lanserades 2016. Nio handlas på New York-börsen sedan 2018.
Nios bilar säljs på marknader i Asien, Nordamerika och Europa. På den svenska marknaden säljs de sedan 2022.
2023 drabbades Nio av ekonomiska problem, men överlevde med hjälp av statsstöd från kinesiska staten.

## Bilmodeller
- EP9
- EC6
- ES6
- EC7
- ES7
- ES8
- ET7
- ET5